# Rosa Ortuño Melero
Rosa Ortuño Melero   (Sabadell) és una enginyera informàtica i empresària catalana, especialitzada en ciberseguretat.
Titulada en enginyeria informàtica l'any 1989, va incorporar-se al món laboral en empreses del sector de la tecnologia de la informació (IT), monitoritzant les comunicacions, el tràfic de dades, privadesa, anàlisi de riscos i compliment normatiu (compliance). L'any 2009 va fundar l'empresa OptimumTIC, negoci que desenvolupa projectes B2B de ciberseguretat.
L'any 2023 va guanyar la menció honorífica de la 20a Festibity, esdeveniment anual organitzat per la Facultat d'Informàtica de Barcelona. El 2024, amb motiu del Dia Internacional de les Dones i les Nenes en la Ciència, Ortuño va ser una de les professionals homenatjades en la campanya Ei! Puja al tren del futur, que va organitzar el Col·legi Oficial d'Enginyeria Informàtica de Catalunya.